# سيباستيان مورا
سيباستيان مورا (بالإسبانية: Sebastián Mora)‏ (و. 1988  م) هو راكب دراجة هوائية إسباني، ولد في فياريال، شارك في الألعاب الأولمبية الصيفية 2012.

## سباقات أو مراحل فاز بها
| التاريخ       | السباق                                                     | المركز                    |
| ------------- | ---------------------------------------------------------- | ------------------------- |
| 01 يناير 2015 | 2015 UEC European Track Championships – men's madison      |                           |
| 01 يناير 2015 | 2015 UEC European Track Championships – men's scratch      |                           |
| 01 يناير 2016 | 2016 UCI Track Cycling World Championships – men's scratch |                           |
| 01 يناير 2016 | 2016 UEC European Track Championships – men's madison      |                           |
| 28 يناير 2017 | تروفيو أندراتكس-ميرادور ديس كولومر 2017                    | الفائز حسب تصنيف المجموعة |
| 30 أبريل 2017 | طواف يوركشاير 2017                                         | التاسع في تصنيف النقاط    |
| 22 يونيو 2018 | Spanish National Time Trial Championships 2018             | الخامس في التصنيف العام   |

## روابط خارجية
- سيباستيان مورا على موقع الاتحاد الدولي للدراجات (الإنجليزية)
- سيباستيان مورا على موقع أرشيف الدراجات (الإنجليزية)
- سيباستيان مورا على موقع إحصائيات الدراجات الإحترافية (الإنجليزية)
- سيباستيان مورا على موقع نسبة الدراجات (الإنجليزية)
- سيباستيان مورا على موقع CycleBase (الإنجليزية)
- سيباستيان مورا على موقع اللجنة الأولمبية الدولية (الإنجليزية)
- سيباستيان مورا على موقع أوليمبيديا (الإنجليزية)